# Doc
A DOC vagy doc (az angol document szó rövidítése) egy szövegszerkesztésre használt fájlformátum. Az 1980-as években a Wordperfect szövegszerkesztő használta a DOC kiterjesztést saját zárt fájlformátumaként. Az 1990-es években a Microsoft a DOC kiterjesztést választotta a Microsoft Word szövegszerkesztő zárt fájlformátumának. Az eredeti Wordperfect DOC fájlformátum az 1990-es években eltűnt a személyi számítógépes világból.
A bináris DOC fájl gyakran több szövegformázási információt (valamint szkripteket és visszavonási információkat) tartalmaz más fájlformátumokhoz képest mint az RTF vagy a HTML, de általában kevésbé kompatibilis.
A DOC formátum sokat változott a Microsoft Office verziói között. A Word 97-es verziójáig más formátumot használtak mint a 97 és a 2003 között. Az Office 2007 megjelenésével a Microsoft egy új, XML-alapú formátumot használ DOCX kiterjesztéssel ami az Office 2007 alapértelmezett fájlformátuma, de használható a régebbi Office-okkal is a 'kompatibilitási csomag' letöltése és telepítése után.
A DOC a Microsoft Office Word saját formátuma, de más szoftverek, mint a szabad szoftver OpenOffice.org szoftvercsomag Writer komponense, vagy az AbiWord is képesek készíteni és olvasni .doc fájlokat. Unix-szerű operációs rendszerek parancssori programokkal képesek DOC formátumú fájlokat a wv könyvtári függvény segítségével egyszerű szövegfájlokká vagy más szabványos formátumú fájlokká alakítani. A .doc fájlformátum zárt mivoltából eredően a magas szintű formázás (beleértve az élőfejet és élőlábat) gyakran elvész a konverzió során.
A formátum specifikációja 2008. február óta elérhető Microsoft Open Specification Promise licenc alatt a Microsoft-tól.

## Kapcsolódó fájlformátumok
- DOCX – Office Open XML (ISO/IEC 29500:2008) – Az Office 2007 megjelenése óta alapértelmezett formátuma a Microsoft Office 2007-nek, Microsoft Office 2008 for Mac-nek valamint az 'Office 2007 Compatibility Pack' telepítése után használható a Office 2003-ban, XP-ben, 2000-ben és a Microsoft Works-ben. Szintén használható egyre több más programban.

## Külső hivatkozások
- A legfrissebb DOC specifikáció letöltése
- A Microsoft Word Viewer legújabb verziójának beszerzése

## Fordítás
- Ez a szócikk részben vagy egészben  a   DOC_(computing) című angol Wikipédia-szócikk ezen változatának fordításán alapul.  Az eredeti cikk szerkesztőit annak laptörténete sorolja fel. Ez a jelzés csupán a megfogalmazás eredetét és a szerzői jogokat jelzi, nem szolgál a cikkben szereplő információk forrásmegjelöléseként.